# Air (jazztrio)
Air was een in Chicago gevestigd freejazz-trio dat in 1971 werd opgericht door saxofonist Henry Threadgill, contrabassist Fred Hopkins en drummer Steve McCall. Ze combineerden radicale vrije improvisatie met een sterk gevoel voor melodie en gelijke nadruk op elk instrument in de groep.

## Bezetting
- Henry Threadgill
- Fred Hopkins
- Steve McCall
- Andrew Cyrille
- Pheeroan akLaff

## Geschiedenis
Ze begonnen toen Threadgill door Columbia College in Chicago werd gevraagd om een aantal nummers van Scott Joplin te arrangeren. Joplin werd zo sterk geassocieerd met piano dat de muzikanten de uitdaging genoten om zijn kenmerkende liedjes zonder piano uit te voeren. Ze kozen ervoor om ze te spelen als lorren en als basis voor jazzimprovisatie. De band nam twaalf albums op, waaronder Air Lore uit 1979 bij Arista Records/Novus Records van Arista Records, wat een opname is van improvisaties op meer Scott Joplin-nummers, evenals selecties van Jelly Roll Morton en een origineel van Henry Threadgill. Het blijft een klassieker. Andere opmerkelijke albums zijn Air Time uit 1977 en 80° Below '82 uit 1982. De Penguin Guide to Jazz omvatte Air Song en Air Time in de voorgestelde Core Collection. Air ontbond en werd verschillende keren opnieuw geformeerd en na McCalls overlijden trad Andrew Cyrille op als onderdeel van het trio. Ze brachten twee albums uit met drummer Pheeroan Aklaff, als New Air bij Black Saint Records.

## Discografie
- 1975: Air Song (Whynot (Japan), India Navigation (US))
- 1976: Air Raid (Whynot (Japan), India Navigation (US))
- 1977: Live Air (Black Saint)
- 1977: Air Time (Nessa)
- 1978: Open Air Suit (Novus)
- 1978: Montreux Suisse	(Novus)
- 1978: Air Lore (Novus)
- 1980: Air Mail (Black Saint)
- 1982: 80° Below '82 (Antilles)
- 1984: Live at Montreal International Jazz Festival as New Air	(Black Saint)
- 1986: Air Show No. 1 as New Air (Black Saint)